# Hexabunus armillatus
Hexabunus armillatus is een hooiwagen uit de familie Gonyleptidae.